# Foetidia capuronii
Foetidia capuronii är en tvåhjärtbladig växtart som beskrevs av Jean Marie Bosser. Foetidia capuronii ingår i släktet Foetidia och familjen Lecythidaceae. Inga underarter finns listade i Catalogue of Life.